# Pnictógeno

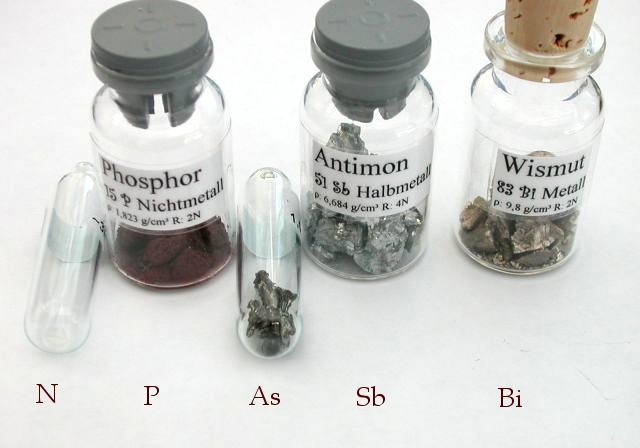
Surtido de elementos del grupo del nitrógeno (pnictógenos).

Los pnictógenos, pnicógenos, nitrogenoides o nitrogenoideos son los elementos químicos que forman el grupo 15 (V A, utilizado anteriormente) o grupo V A de la tabla periódica: Nitrógeno (N), fósforo (P), arsénico (As), antimonio (Sb), bismuto (Bi) y el elemento sintético moscovio (Mc), cuyo descubrimiento ya ha sido confirmado. Los elementos más importantes de este grupo son nitrógeno (N), que en su forma diatómica es el componente principal del aire, y el fósforo (P) que, como el nitrógeno, es esencial para todas las formas de vida conocidas.

## Nombre y etimología
El término "pnictógeno" (o "pnicógeno") deriva de la antigua palabra griega πνίγειν (pnígein) que significa "asfixiar", refiriéndose a la propiedad asfixiante o sofocante del gas nitrógeno. También se puede utilizar como mnemónico para los dos elementos más comunes de este grupo, P y N. El término "pnicógeno" fue sugerido por el químico holandés Anton Eduard van Arkel a principios de la década de 1950. También se escribe "nictógeno" o "nicógeno". El término "pnicógeno" es más raro que el término "pnictógeno", y la proporción de trabajos de investigación académica que utilizan "pnictógeno" y los que utilizan "pnicógeno" es de 2,5 a 1. Proviene de la raíz griega πνιγ- (asfixiar, estrangular), por lo que la palabra "pnictógeno" también es una referencia a los nombres holandeses y alemanes del nitrógeno (stikstof y Stickstoff, respectivamente, "sustancia sofocante": es decir, sustancia en el aire , incapaz de respirar). Por lo tanto, "pnictógeno" podría traducirse como "asfixiante". La palabra "pnicturo" también proviene de la misma raíz.

## Propiedades

### Características químicas
Al igual que otros grupos, los miembros de esta familia muestran patrones similares en la configuración electrónica, especialmente en las capas más externas, lo que da lugar a tendencias en el comportamiento químico.
| Número atómico Z | Elemento químico | Electrones por capa                |
| ---------------- | ---------------- | ---------------------------------- |
| 7                | Nitrógeno        | 2, 5                               |
| 15               | Fósforo          | 2, 8, 5                            |
| 33               | Arsénico         | 2, 8, 18, 5                        |
| 51               | Antimonio        | 2, 8, 18, 18, 5                    |
| 83               | Bismuto          | 2, 8, 18, 32, 18, 5                |
| 115              | Moscovio         | 2, 8, 18, 32, 32, 18, 5 (predicho) |

Este grupo tiene la característica de que todos los elementos que lo componen tienen 5 electrones en su capa más externa, es decir, 2 electrones en la subcapa s y 3 electrones no apareados en la subcapa p. Por lo tanto, les faltan 3 electrones para llegar a la capa p. Por tanto, les faltan 3 electrones para llenar su capa más externa en su estado no ionizado. El símbolo del término de Russell-Saunders del estado fundamental en todos los elementos del grupo es 4S3⁄2.
Los elementos más importantes de este grupo para la vida en la Tierra son el nitrógeno (N), que en su forma diatómica es el componente principal del aire, y el fósforo (P), que, como el nitrógeno, es esencial para todas las formas de vida conocidas.

#### Compuestos
Los compuestos binarios del grupo pueden denominarse colectivamente pnictidos. Los compuestos pnictidos tienden a tener propiedades exóticas como ser  diamagnéticos y  paramagnéticos a temperatura ambiente, ser transparentes, o generar electricidad cuando se calientan. Otros pnictidos incluyen la variedad ternaria tierra rara (RE) del grupo principal de pnictidos. Estos tienen la forma de REaMbPnc, donde M es un elemento del grupo del carbono o del grupo del boro y Pn es cualquier pnicógeno excepto nitrógeno. Estos compuestos se encuentran entre los compuestos de iónico y covalente y, por lo tanto, tienen propiedades de enlace inusuales.
Estos elementos también destacan por su estabilidad en los compuestos debido a su tendencia a formar covalente doble enlaces y triple enlaces. Esta propiedad de estos elementos conduce a su potencial toxicidad, más evidente en el fósforo, el arsénico y el antimonio. Cuando estas sustancias reaccionan con diversas sustancias químicas del cuerpo, crean fuertes radicales libres que no son fácilmente procesados por el hígado, donde se acumulan. Paradójicamente, este mismo enlace fuerte causa la toxicidad reducida del nitrógeno y del bismuto (cuando están en moléculas), porque estos enlaces fuertes con otros átomos son difíciles de dividir, creando moléculas muy poco reactivas. Por ejemplo, el N2, la forma diatómica del nitrógeno, se utiliza como gas inerte en situaciones en las que utilizar argón u otro gas noble sería demasiado caro.
La formación de enlaces múltiples se ve facilitada por sus cinco electrones de valencia, mientras que la regla del octeto permite un pnictogen para aceptar tres electrones en enlaces covalentes. Debido a que 5 > 3, deja sin usar dos electrones en un par solitario a menos que haya una carga positiva alrededor (como en el NH+
4). Cuando un pnictógeno forma sólo tres  enlaces simples, los efectos del par solitario suelen dar lugar a una geometría molecular piramidal trigonal.

#### Estados de oxidación
Los pnictógenos ligeros (nitrógeno, fósforo y arsénico) tienden a formar cargas -3 cuando se reducen, completando su octeto. Cuando se oxidan o ionizan, los pnictógenos suelen adoptar un estado de oxidación de +3 (al perder los tres electrones de la capa p en la capa de valencia) o +5 (al perder los tres electrones de la capa p y ambos electrones de la capa s en la capa de valencia). Sin embargo, es más probable que los pnicógenos más pesados formen el estado de oxidación +3 que los más ligeros debido a que los electrones de la capa s están más estabilizados.

##### -3 estado de oxidación
Los pnictógenos pueden reaccionar con hidrógeno para formar hidruro de pnictógenos como amoníaco. Bajando por el grupo, a fosfano (fosfina), arsano (arsina), estibano (estibina), y finalmente bismutirina (bismutina), cada hidruro de pnictógeno se vuelve progresivamente menos estable (más inestable), más tóxico, y tiene un ángulo hidrógeno-hidrógeno más pequeño (de 107. 8° en amoníaco a 90,48° en bismutano). (Además, técnicamente, sólo el amoníaco y el fosfano tienen el pnictógeno en el estado de oxidación -3 porque, para el resto, el pnictógeno es menos electronegativo que el hidrógeno).
Los sólidos cristalinos que presentan pnictógenos totalmente reducidos incluyen el nitruro de itrio, el fosfuro de calcio, el arseniuro de sodio, el antimoniuro de indio, e incluso sales dobless como el fosfuro de aluminio, galio e indio. Entre ellos se encuentran los  semiconductores III-V, como el arseniuro de galio, el segundo semiconductor más utilizado después del silicio.

##### +3 estado de oxidación
El nitrógeno forma un número limitado de compuestos estables III. El óxido de nitrógeno(III) sólo puede aislarse a bajas temperaturas, y el ácido nitroso es inestable. El trifluoruro de nitrógeno es el único trihaluro de nitrógeno estable, mientras que el tricloruro de nitrógeno, el tribromuro de nitrógeno y el triyoduro de nitrógeno son explosivos: el triyoduro de nitrógeno es tan sensible a los choques que lo detona el roce de una pluma (los tres últimos presentan nitrógeno en el estado de oxidación -3). El fósforo forma un óxido +III que es estable a temperatura ambiente, ácido fosforoso, y varios trihaluros, aunque el triyoduro es inestable. El arsénico forma compuestos +III con el oxígeno como arsenito, ácido arsénico y Óxido de arsénico (III), y forma los cuatro trihaluros. El antimonio forma óxido de antimonio(III) y antimonita pero no oxiácidos. Sus trihaluros, trifluoruro de antimonio, tricloruro de antimonio, tribromuro de antimonio, y triyoduro de antimonio, como todos los trihaluros pnictogenos, tienen cada uno geometría molecular piramidal trigonal.
El estado de oxidación +3 es el estado de oxidación más común del bismuto porque su capacidad para formar el estado de oxidación +5 se ve obstaculizada por la propiedades relativistas en elementos más pesados, efectos que son aún más pronunciados en el caso del moscovio. El bismuto(III) forma un óxido, un oxicloruro, un oxinitrato, y un sulfuro. Se predice que el moscovio(III) se comporta de forma similar al bismuto(III). Se predice que el moscovio forma los cuatro trihaluros, de los cuales todos excepto el trifluoruro se predice que son solubles en agua. También se predice que forma oxicloruro y oxibromuro en el estado de oxidación +III.

##### +5 estado de oxidación
Para el nitrógeno, el estado +5 suele servir sólo como explicación formal de moléculas como el N2O5, ya que la alta electronegatividad del nitrógeno hace que los electrones se compartan casi uniformemente. Los compuestos nicrógenos con número de coordinación 5 son hipervalente. El fluoruro de nitrógeno(V) es sólo teórico y no se ha sintetizado. El "verdadero" estado +5 es más común para los pnicógenos típicos esencialmente no relativistas fósforo, arsénico, y antimonio, como se muestra en sus óxidos, óxido de fósforo(V), óxido de arsénico(V) y óxido de antimonio(V), y sus fluoruros, fluoruro de fósforo(V), fluoruro de arsénico(V), fluoruro de antimonio(V). Al menos dos forman también aniones fluoruro relacionados, hexafluorofosfato y hexafluoroantimonato, que funcionan como aniones no coordinantes. El fósforo forma incluso óxido-haluros mixtos, conocidos como oxihaluros, como el oxicloruro de fósforo, y pentahaluros mixtos, como el trifluorodicloruro de fósforo. Existen compuestos de pentametilpnictogeno(V) para arsénico, antimonio, y bismuto. Sin embargo, para el bismuto, el estado de oxidación +5 se vuelve raro debido a la estabilización relativista de los orbitales 6s conocida como efecto par inerte, de modo que los electrones 6s son reacios a unirse químicamente. Esto hace que el óxido de bismuto(V) sea inestable y fluoruro de bismuto(V) por ser más reactivo que los otros pentafluoruros pnictógenos, lo que lo convierte en un agente fluorante extremadamente potente. Este efecto es aún más pronunciado para el moscovio, prohibiéndole alcanzar un estado de oxidación +5.

### Reactividad
A altas temperaturas son demasiado reactivos y a veces forman enlaces covalentes entre el N y el P y enlaces iónicos entre Sb y Bi y otros elementos. El nitrógeno reacciona con O2 y H2 a altas temperaturas.
Ejemplo de reacción con H2:
N2 + 3H2 → 2NH3
El bismuto reacciona con O2 y con halógenos, formando bismita y bismutina entre otros compuestos.
A continuación se muestra una tabla con las características generales de estos elementos.
| Propiedad                          | N        | P       | As      | Sb      | Bi      |
| ---------------------------------- | -------- | ------- | ------- | ------- | ------- |
| Estructura electrónica externa     | 2s² 2p³  | 3s² 3p³ | 4s² 4p³ | 5s² 5p³ | 6s² 6p³ |
| Densidad (kg/m³)                   | 1,25 (1) | 1.820   | 5.780   | 6.690   | 8.900   |
| Punto de fusión (°C)               | -210     | 44      | 814     | 613     | 271     |
| 1.ª Energía de ionización (kJ/mol) | 1.402    | 1.012   | 947     | 834     | 703     |
| Electronegatividad                 | 3,0      | 2,1     | 2,1     | 1,9     | 1,8     |
| Estados de oxidación comunes       | -3, +5   | ±3, +5  | ±3, +5  | ±3, +5  | ±3, +5  |

## Características físicas
Los pnicógenos están formados por dos no metales (uno gaseoso y otro sólido), dos metaloides, un metal y un elemento de propiedades químicas desconocidas. Todos los elementos del grupo son sólidos a temperatura ambiente, excepto el nitrógeno, que es gaseoso a temperatura ambiente. El nitrógeno y el bismuto, a pesar de ser ambos pnicógenos, son muy diferentes en sus propiedades físicas. Por ejemplo, a STP el nitrógeno es un gas transparente no metálico, mientras que el bismuto es un metal blanco plateado.
Las densidades de los pnictógenos aumentan hacia los pnictógenos más pesados. La densidad del nitrógeno es de 0,001251 g/cm3 a STP. La densidad del fósforo es de 1,82 g/cm3 a STP, la del arsénico es de 5,72 g/cm3, la del antimonio es de 6,68 g/cm3 y la del bismuto es de 9,79 g/cm3.
El nitrógeno tiene un punto de fusión de -210 °C y un punto de ebullición de -196 °C. El fósforo tiene un punto de fusión de 44 °C y un punto de ebullición de 280 °C. El arsénico es uno de los dos únicos elementos que subliman a presión estándar; lo hace a 603 °C. El antimonio tiene un punto de fusión de 631 °C y un punto de ebullición de 1587 °C. El punto de fusión del bismuto es de 271 °C y su punto de ebullición es de 1564 °C.
La estructura cristalina del nitrógeno es hexagonal. La estructura cristalina del fósforo es cúbica. El arsénico, el antimonio y el bismuto tienen estructuras cristalinas romboédricas.

## Abundancia
El nitrógeno constituye 25 partes por millón de la corteza terrestre, 5 partes por millón en promedio del suelo, de 100 a 500 partes por billón en el agua de mar y el 78% del aire seco. La mayor parte del nitrógeno en la tierra está en forma de nitrógeno gaseoso, pero existen algunos minerales de nitrato. El nitrógeno constituye en torno al 2,5% del peso de un ser humano en promedio.
El fósforo representa el 0,1% de la corteza terrestre, lo que lo convierte en el undécimo elemento más abundante en ella. El fósforo constituye 0,65 partes por millón del suelo y de 15 a 60 partes por mil millones de agua de mar. Hay 200 millones de toneladas de fosfatos accesibles en la tierra. El fósforo constituye cerca del 1,1% del peso de un ser humano en promedio. El fósforo se encuentra en minerales de la familia de las apatitas, que son los componentes principales de las rocas de fosfato.
El arsénico constituye 1,5 partes por millón de la corteza terrestre, lo que lo sitúa en el puesto 53 en abundancia en ella. Los suelos contienen de 1 a 10 partes por millón de arsénico y el agua de mar contiene 1,6 partes por mil millones de arsénico. El arsénico constituye unas 100 partes por mil millones del peso de un ser humano en promedio. Existe algo de arsénico en forma elemental, pero la mayor parte del arsénico se encuentra en los minerales de arsénico oropimente, rejalgar, arsenopirita y enargita.
El antimonio constituye 0,2 partes por millón de la corteza terrestre, lo que lo sitúa en el puesto 63 en abundancia en ella. Los suelos contienen 1 parte por millón de antimonio en promedio, y el agua de mar contiene 300 partes por billón de antimonio en promedio. Los seres humanos contienen aproximadamente 28 partes por billón de antimonio en peso de media. Algo de antimonio elemental se halla en depósitos de plata.
El bismuto constituye 48 partes por mil millones de la corteza terrestre, lo sitúa en el puesto 70 en abundancia en ella. Los suelos contienen aproximadamente 0,25 partes por millón de bismuto y el agua de mar contiene 400 partes por billón de bismuto. El bismuto se presenta más comúnmente como el mineral bismutinita, pero el bismuto también se presenta en forma elemental o en minerales de sulfuro.
El moscovio es inestable y se produce artificialmente en aceleradores de partículas.